# Tabanus terminalis
Tabanus terminalis är en tvåvingeart som beskrevs av Walker 1871. Tabanus terminalis ingår i släktet Tabanus och familjen bromsar.
Artens utbredningsområde är Egypten. Inga underarter finns listade i Catalogue of Life.